# ويليام تيريل هودجز
ويليام تيريل هودجز (بالإنجليزية: William Terrell Hodges)‏ (و. 1934 – م) هو محامي، وقاضي من الولايات المتحدة الأمريكية. ولد في سينسيناتي، أوهايو.

## التعليم
تعلم في جامعة فلوريدا.